# Керенчич, Йоже
Йоже Йожевич Керенчич (словен. Jože Jožeta Kerenčič, серб. Јоже Јожета Керенчич; 9 марта 1913, Ястребцы — 27 декабря 1941, Марибор) — югославский словенский писатель и публицист, активист Освободительного фронта Словении в годы Второй мировой войны. Народный герой Югославии (посмертно).

## Биография
Начальную школу окончил в Коге, поступил затем в среднюю школу Марибора. Будучи учеником, вступил в Союз коммунистической молодёжи Югославии. Позднее поступил в Университет Любляны, где окончил в 1937 году факультет философии и педагогики. Осенью 1940 году устроился работать в школу Горней-Радони. К тому моменту уже написал несколько книг. Писал он преимущественно произведения о жителях Словенской Горицы, прославился своими исследованиями романтики сельского реализма. В своём творчестве он описывает свои горькие дни юности, раскрывает горе своего словенского народа и показывает своё желание бороться за справедливость и свободу словенского народа.
Летом 1941 года после присоединения Словении к Рейху ушёл в подполье, где занялся антифашистской агитацией. В его доме проводились многочисленные съезды Освободительного фронта Словении. В начале лета 1941 года он перебрался в Песницу-при-Мариборе, но его вскоре выдали. 17 ноября 1941 его арестовали гестаповцы, а 27 декабря 1941 расстреляли. Перед смертью он отказался выдавать своих соратников и сказал: «Умираю за свободу и лучшие дни своего народа». 27 ноября 1953 посмертно удостоился звания Народного героя Югославии.